# Trichomonas gallinae
Trichomonas gallinae należy do królestwa protista, wywołuje u gołębi, kur i indyków trychomonadozę górnych odcinków przewodu pokarmowego gołębi i kurowatych. Pierwotniak gruszkowatego kształtu. Długości 6 do 19 µm, szerokości 3 do 8,5 µm. Posiada 4 wici skierowane ku przodowi, jedna wić skierowana ku tyłowi.